# Uløst problem
Indenfor videnskab og matematik er et uløst problem eller åbent spørgsmål, et kendt problem som kan formuleres præcist - og som formodes at have en objektiv og verificerbar løsning, men som endnu ikke er blevet løst.
I videnskabens historie, er nogle af disse formodede uløste problemer blevet "løst" ved at vise at de ikke var veldefinerede.
Indenfor matematik, er vedrører mange uløste problemer spørgsmålet og hvad enten en bestemt definition er eller ikke er konsistent.
To bemærkelsesværdige eksempler indenfor matematik som er blevet løst og afsluttet af forskere i det sene 20. århundrede er Fermats sidste sætning og firfarveproblemet. Et vigtigt uløst matematisk problem, der blev løst i det tidlige 21. århundrede er Poincaréformodningen.
Uløste problemer eksisterer i alle videnskabelige felter.